# Zwartrugapalis
De zwartrugapalis (Apalis rufogularis) is een zangvogel uit de familie Cisticolidae.

## Verspreiding en leefgebied
Deze soort komt voor in westelijk en centraal Afika en telt zes ondersoorten:
- A. r. rufogularis: van oostelijk Nigeria tot Gabon en de Centraal-Afrikaanse Republiek, Bioko.
- A. r. sanderi: van zuidelijk Benin tot zuidwestelijk Nigeria.
- A. r. nigrescens: van zuidwestelijk Soedan, Congo-Kinshasa en Oeganda (behalve het zuidwesten) tot westelijk Kenia, noordwestelijk Tanzania, noordwestelijk Zambia en noordoostelijk Angola.
- A. r. angolensis: noordwestelijk Angola.
- A. r. brauni: westelijk Angola.
- A. r. kigezi: zuidwestelijk Oeganda.